# The Eulenspiegel Society
The Eulenspiegel Society (TES) ist ein im Jahre 1971 in New York City, USA gegründete BDSM-Organisation, die neben ihrer politischen Zielsetzung, der Unterstützung einer zunehmenden sexuellen Freiheit und der Akzeptanz sexueller Minderheiten, auch Selbsthilfeangebote anbietet, Aufklärungsarbeit leistet und andere nicht BDSM-bezogene Aktivitäten durchführt. Ihr Name ist an die mittelalterliche deutsche Volksfigur Till Eulenspiegel angelehnt.
TES war die erste in Amerika gegründete Vereinigung, unter deren Dach sich sowohl heterosexuelle wie auch homosexuelle Sadomasochisten organisierten. Einige Jahre später folgte die 1974 in San Francisco gegründete Society of Janus diesem Beispiel. In ihrer Gründungsstadt New York City, in der TES seinen Hauptsitz hat, ist TES ist die älteste und größte Gruppierung sexualpolitischer Aktivisten, zudem gibt es weitere Niederlassungen in verschiedenen Städten des Landes.